# Graafschap La Roche
Het graafschap La Roche was een feodale staat binnen het hertogdom Neder-Lotharingen en maakte voorheen deel uit van het voormalige graafschap Ardenne.
Het graafschap Ardenne werd in 870 verdeeld in een noordelijk graafschap, gesitueerd rechts van de Ourthe, en een zuidelijk graafschap aan de linkeroever van de rivier. Het zuidelijke graafschap had Bastenaken als centrum. La Roche, dat zich aan de linkeroever van de Ourthe bevond, was aan het begin van de 11e eeuw in handen van graaf Gothelo van Bastogne. Deze overleed rond 1028 en liet zijn bezittingen na aan zijn enige dochter, Cunégonde, die haar laatste levensdagen als kluizenaar doorbracht in de abdij van Saint-Hubert. Haar bezittingen waren toegekend aan de fiscus, en Keizer Hendrik III, die de leenrechten van La Roche en Amberloup bezat, stond deze af aan hertog Frederik van Luxemburg in ruil voor bepaalde bezittingen in Saksen die, naar men veronderstelt, afkomstig waren van zijn tweede vrouw, Ida van Saksen.
Albert III van Namen trouwde (waarschijnlijk was dit zijn tweede huwelijk) met Ida van Saksen, weduwe van de in 1065 overleden hertog Frederik van Luxemburg. Ida's bruidsschat bestond uit het land van La Roche, het graafschap Noord-Ardenne en de voogdij over de abdij van Stavelot, die zich binnen het graafschap Noord-Ardenne bevond.
Vanaf dat moment was het belangrijke kasteel van La Roche, zetel van het graafschap, verbonden aan het Huis van Namen. Albert III, graaf van Noord-Ardenne en landvoogd van de abdij van Stavelot, wees deze bezittingen toe aan zijn tweede zoon, Hendrik, die vanaf 1102 gerechtigd was de grafelijke titel te dragen.
Mogelijk had Albert III in 1088 de voogdij over de abdij van Stavelot, en waarschijnlijk ook het graafschap Noord-Ardenne, toegewezen aan zijn zoon Hendrik. Omdat deze bezittingen sterk waren afgeslankt door de toegenomen immuniteiten van Stavelot en door de oprichting van het graafschap Salm, was La Roche bij het samenvoegen de belangrijkste plaats geworden. Het graafschap La Roche bestond dus ongetwijfeld uit het deel van het voormalige Ardenner graafschap aan de rechteroever van de Ourthe dat niet was afgestaan aan het graafschap Salm (te weten de heerlijkheid Houffalize), en het leen La Roche.
Het graafschap La Roche werd door erfloze nalatenschap toegekend aan Hendrik de Blinde van Luxemburg. In 1163 schonk deze zijn zuster Alix van Henegouwen de allodia die hij bezat in het graafschap La Roche.